# روبرت فوكس
روبرت فوكس (بالهولندية: Robert Fuchs)‏ (15 فبراير 1975 بآيندهوفن في هولندا - ) هو لاعب كرة قدم هولندي في مركز الوسط. لعب مع نادي آيندهوفن.

## وصلات خارجية
- روبرت فوكس على موقع قاعدة بيانات كرة القدم.إي يو (الإنجليزية)
- روبرت فوكس على موقع Soccerway.com (الإنجليزية)
- روبرت فوكس على موقع عالم كرة القدم.نت (الإنجليزية)